# Теплоухов Василь Сергійович
Василь Сергійович Теплоухов (рос. Василий Сергеевич Теплоухов; нар. 4 вересня 1979, село Пешнєво, Казанський район, Тюменська область, РРФСР) — російський борець греко-римського стилю, бронзовий призер чемпіонату світу, бронзовий призер чемпіонату Європи. Заслужений майстер спорту Росії з греко-римської боротьби.

## Життєпис
Народився в родині майстра спорту СРСР з біатлону Сергія Теплоухова.
Боротьбою почав займатися з 1993 року. Першим тренером у Василя Теплоухова став Віктор Федорович Кукушкін, потім тренувався у Сергія Борисовича Фефелова, з 1996 року — у заслуженого тренера Росії Василя Георгійовича Суздалева.
Виступав за спортивний клуб «Сибірський берег» Новосибірськ. Чемпіон Росії 2007 року, срібний призер чемпіонатів Росії 2005, 2006, 2008, 2010 роки
У збірній Росії виступав з 2003 по 2011 роки.
Спортивну кар'єру завершив у 2012 році.
З 2013 року займає посаду президента спортивного клубу «Сибірський берег» Новосибірськ.

## Спортивні результати на міжнародних змаганнях

### Виступи на Чемпіонатах світу
| Змагання                        | Збірна | Вагова категорія                 | Місце  |
| ------------------------------- | ------ | -------------------------------- | ------ |
| Чемпіонат світу з боротьби 2005 | Росія  | греко-римська боротьба, до 96 кг | Бронза |
| Чемпіонат світу з боротьби 2007 | Росія  | греко-римська боротьба, до 96 кг | 12     |

### Виступи на Чемпіонатах Європи
| Змагання                         | Збірна | Вагова категорія                 | Місце  |
| -------------------------------- | ------ | -------------------------------- | ------ |
| Чемпіонат Європи з боротьби 2005 | Росія  | греко-римська боротьба, до 96 кг | 12     |
| Чемпіонат Європи з боротьби 2006 | Росія  | греко-римська боротьба, до 96 кг | 10     |
| Чемпіонат Європи з боротьби 2007 | Росія  | греко-римська боротьба, до 96 кг | Бронза |

### Виступи на Кубках світу
| Змагання                    | Збірна | Вагова категорія                 | Місце |
| --------------------------- | ------ | -------------------------------- | ----- |
| Кубок світу з боротьби 2006 | Росія  | греко-римська боротьба, до 96 кг | 6     |
| Кубок світу з боротьби 2007 | Росія  | греко-римська боротьба, до 96 кг | 4     |

### Виступи на інших змаганнях
| Змагання                                 | Збірна | Вагова категорія                 | Місце  |
| ---------------------------------------- | ------ | -------------------------------- | ------ |
| Золотий Гран-прі з боротьби 2006         | Росія  | греко-римська боротьба, до 96 кг | Золото |
| Турнір Дана Колова — Николи Петрова 2007 | Росія  | греко-римська боротьба, до 96 кг | Срібло |
| Турнір Івана Піддубного 2008             | Росія  | греко-римська боротьба, до 96 кг | Срібло |
| Турнір Івана Піддубного 2009             | Росія  | греко-римська боротьба, до 96 кг | Бронза |
| Турнір Івана Піддубного 2010             | Росія  | греко-римська боротьба, до 96 кг | Бронза |
| Турнір Івана Піддубного 2011             | Росія  | греко-римська боротьба, до 96 кг | 13     |